# Crossandra nilotica
Crossandra nilotica är en akantusväxtart som beskrevs av Daniel Oliver. Crossandra nilotica ingår i släktet Crossandra och familjen akantusväxter. Inga underarter finns listade i Catalogue of Life.

## Bildgalleri

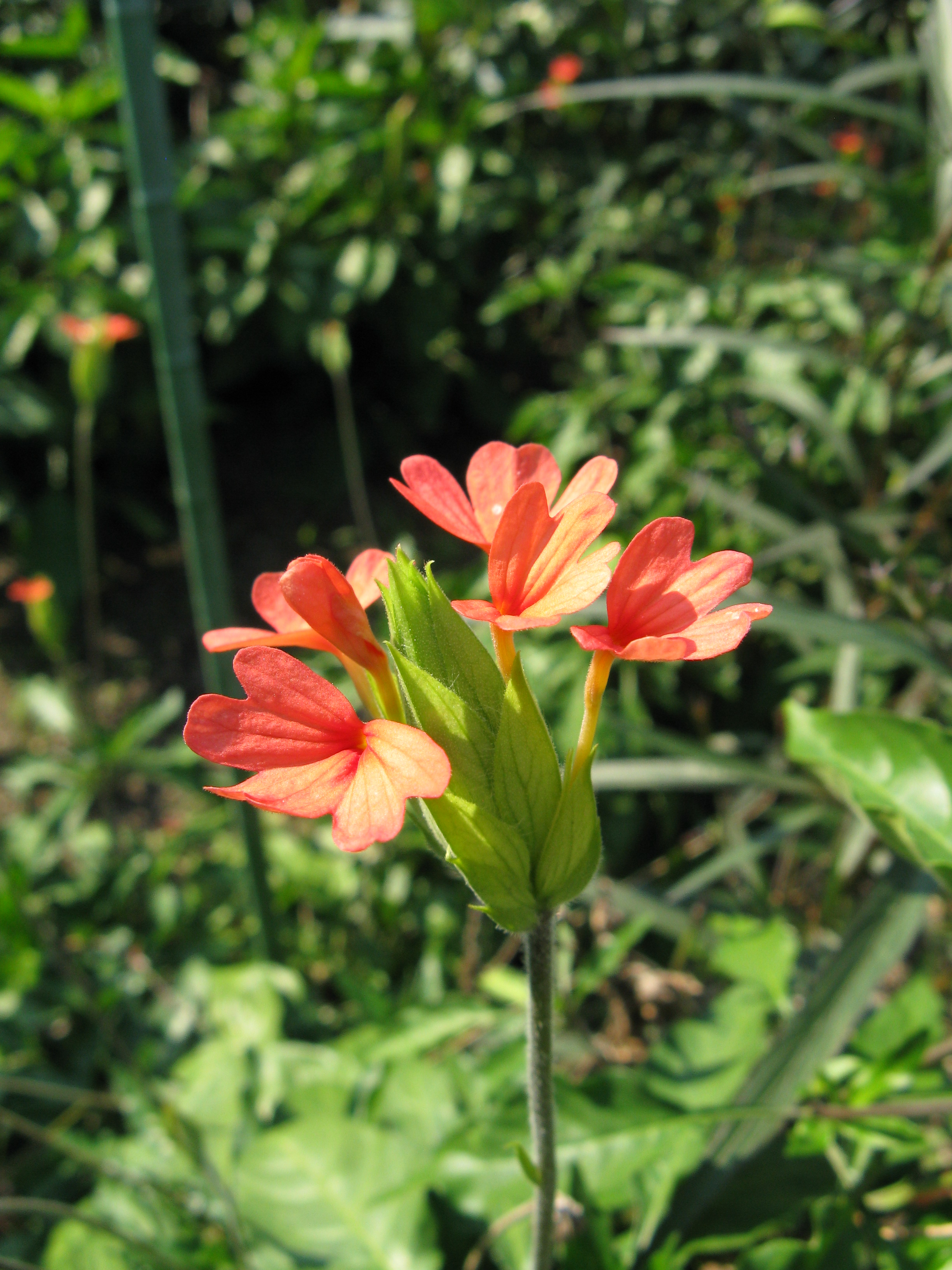
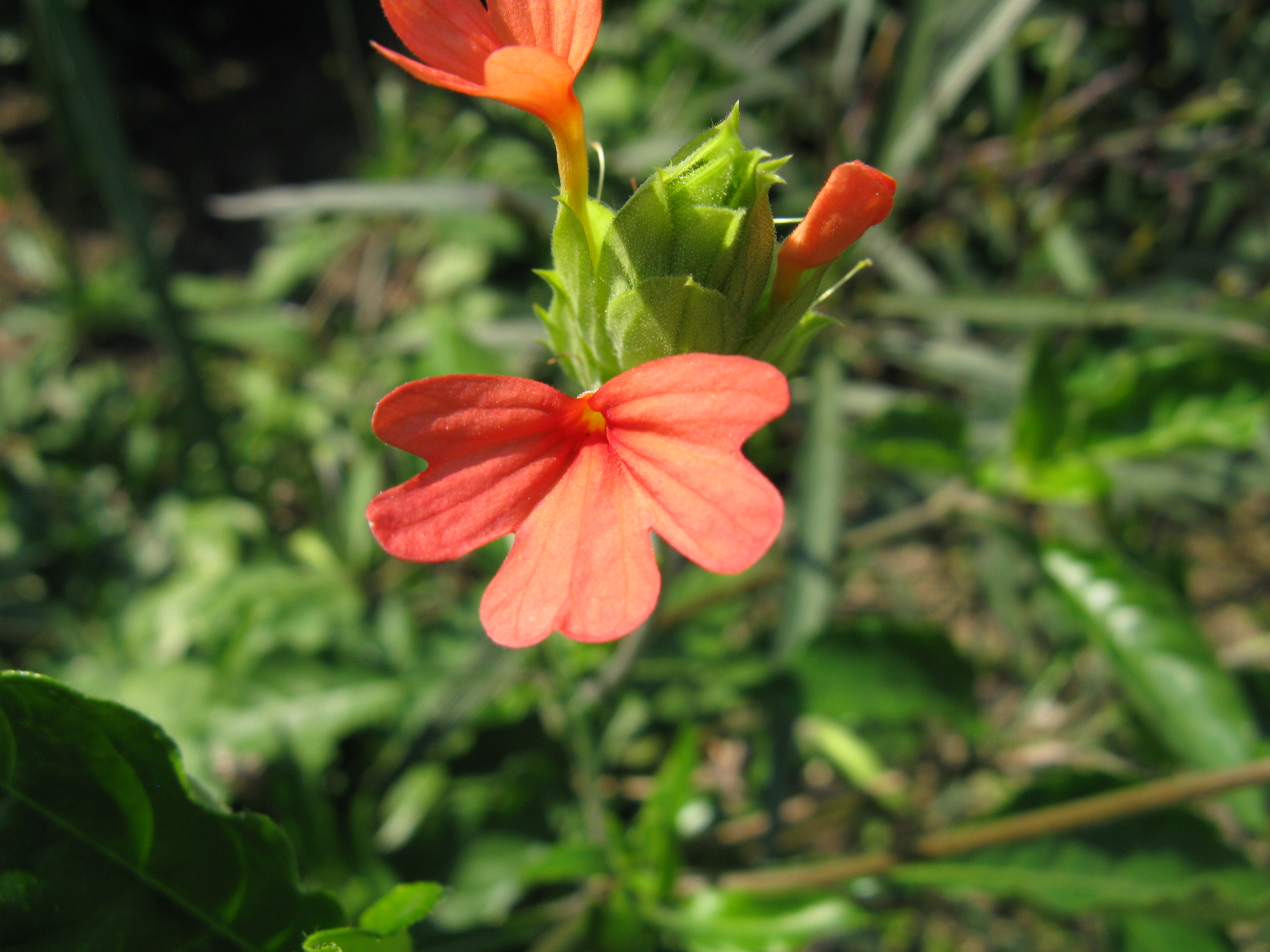
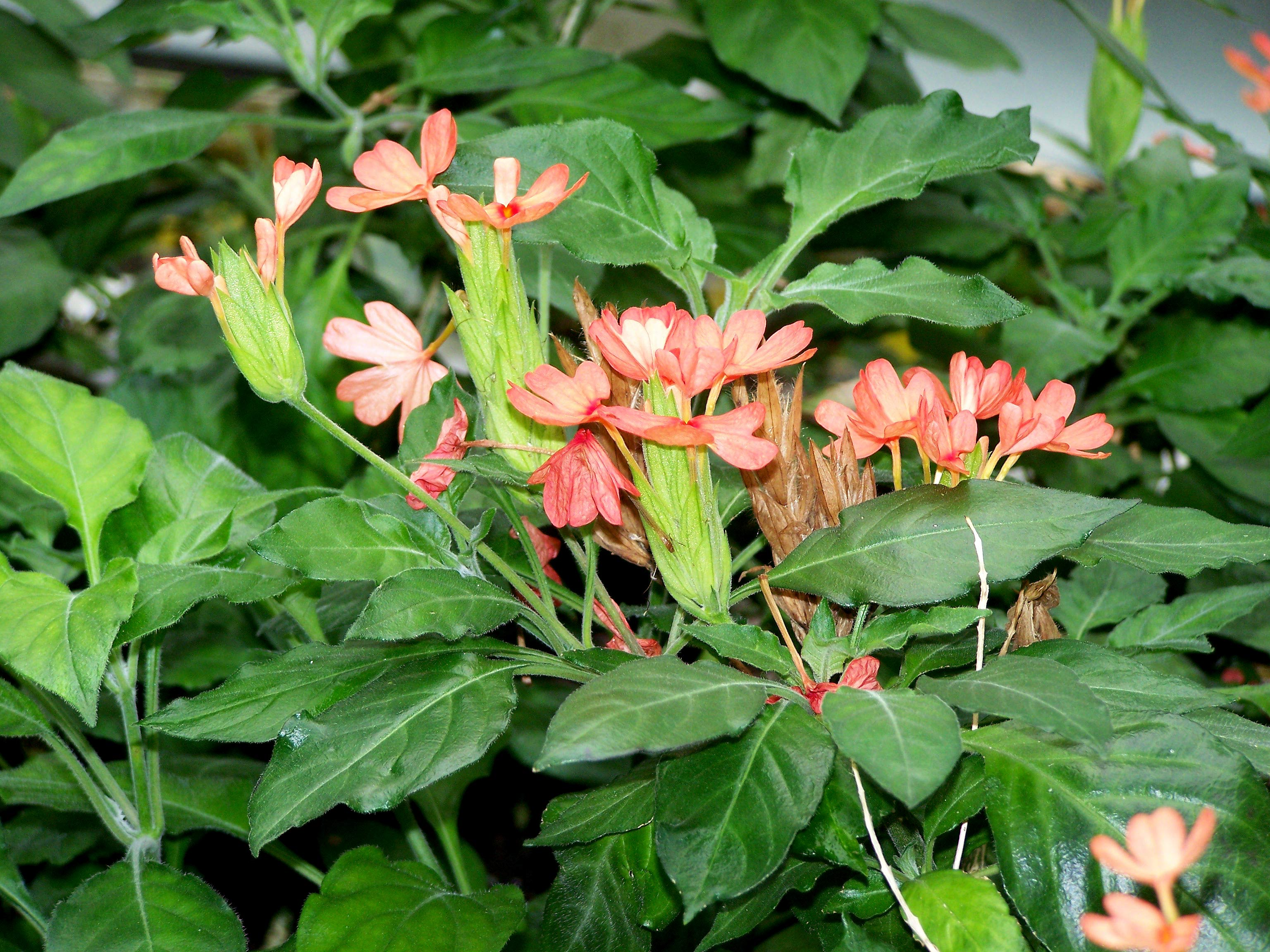